# SPEEDO
SPEEDO（スピード）は、イギリスに本拠を置く国際的な水着メーカー、および商標である。特に競泳用水着が有名で、マイケル・フェルプスなど多くの水泳選手と契約を結んでいる。
日本では長年ミズノが製造・販売のライセンス契約を結んでいたが、2007年5月末をもって契約を終了。以後は三井物産が日本国内でのライセンスを取得し、ゴールドウインが競泳用水着や衣料品などの開発・販売を担当している。
日本語表記は「スピード」であり、しばしば最後の「O」の文字がない「SPEED」と誤認・混同されるが、原語での発音をカナ表記すれば「スピードウ」である。また、英語圏では「SPEEDO」が競泳用水着の代名詞として使われることもある。

## 歴史
1914年、オーストラリア・シドニー近郊のボンダイビーチにて、スコットランド人のアレクサンダー・マクレー（Alexander MacRae）によって、マクレー靴下製造社（McRae Hosiery manufacturers）として創業。その後、マクレー・ニッティング・ミルズ社（MacRae Knitting Mills）に改称し水着の製造に着手。
1928年に初めて「レーサーバック」といわれる今日の女性用競泳用水着の定型を開発し製造した。これにより世界で最初の競泳用水着メーカーのひとつとなる（このときよりSPPEDOブランドを使用）。第二次世界大戦中は、蚊帳などの軍需製品の製造を行っていたが、1951年に水着製造を再開し、株式を公開した。1955年に競泳用水着にナイロンを使用。1956年メルボルンオリンピックでは、男性用競泳用水着にこの新素材を導入したことが国際的に脚光を浴び、競泳用パンツの代名詞となった。1968年、1972年、1976年のオリンピックでメダルを獲得した選手の7割近くが同社の水着を使用している。
1970年代からスパンデックス等の新素材を水着開発に生かしてきた。1990年代後半には「アクアブレード」「ファストスキン」等競泳用の新素材開発に注力し、サメなどのいくつかの水生生物の肌素材の特徴を模倣することで水の抵抗を低減することを狙った。
2007年から若年層市場を狙い、日本のファッション・ブランド「コム・デ・ギャルソン」と協同で商品開発を行っている。
現在はイギリスのペントラント社が買収し、スピード・インターナショナル（Speedo International Limited）として傘下のブランドとなっている。

## 主な契約選手・人物、スポンサーシップ

### 選手
- グラント・ハケット（ オーストラリア）
- 朴泰桓（ 韓国）
- アマンダ・ベアード（ アメリカ合衆国）
- マイケル・フェルプス（ アメリカ合衆国）
- ケーレブ・ドレッセル（ アメリカ合衆国）

北島康介（ 日本）はミズノライセンシー時代の2004年から契約し、北京オリンピックでは「レーザー・レーサー」を着用していたが、2013年からはarenaとの契約に切り替えた。
朴泰桓（ 韓国）は2016年の自身のドーピングによる資格停止からの復帰後に出場したリオデジャネイロオリンピック以降、arenaとの契約に切り替えた。

### 団体
- 国際水泳連盟（FINA）：公式FINAパートナー
- オーストラリア水泳連盟　等

## レーザー・レーサー着用選手による世界記録連発
本節の「レーザー・レーサー」という用語は2008年に販売された特定のモデルの水着に限定して使用している。
2008年の北京オリンピックシーズンに向けて投入された新水着「LZR RACER（レーザー・レーサー）」を着用した選手が、次々と世界記録を更新した（2008年7月7日現在、短水路を含め計45以上）。北京オリンピックでのアメリカ合衆国代表選考会では8個の世界新記録と1個の世界記録タイが、日本でも6月のジャパンオープンでこの水着により15個の日本新記録、1個の世界新記録が生まれている。一部では自己記録を4秒以上も縮めた選手もいる。
LZR RACERはアメリカ航空宇宙局・大学や専門家の協力を得て開発されたもので、縫い目が無いのが特徴で抵抗が軽減され、撥水性にも優れる。
一方で、浮力との関係を問題視する声も相次ぎ、国際水泳連盟が調査を表明。結果「優位性の科学的根拠は無く規則にも違反していない」との結論だった。
2008年5月時点では日本水連は前述の通り「SPEEDO」ブランドを持つゴールドウィンと契約しておらず、日本代表選手は北京オリンピックでは着用できず、日本水連は「契約した3社に今後も改良を求める」との立場だった。各社はこれを受け、5月30日に改良型の水着を発表。公式大会などで選手が試用して比較を行ったうえで、日本水連は6月10日に「SPEEDO」水着など、日本水連契約外でも国際水連公認であれば使用を認めることを決めた。
2010年1月にFINAが水着の規定を変更したため、レーザー・レーサーは着用が禁止された。
この騒動の後、SPEEDO社は製品名としてレーザー・レーサーという名前の製品を継続しているが、最新モデルはFINAの規定に準拠した物であり、本節の物とは異なる。